# Lingua dei segni francese
La lingua dei segni francese (o LSF, Langue des Signes Française) è una lingua dei segni sviluppata spontaneamente da bambini sordi in numerose scuole in Francia, codificata all'inizio del Settecento da Charles-Michel de l'Épée.